# Telmatoscopus inusitatus
Telmatoscopus inusitatus är en tvåvingeart som beskrevs av Satchell 1950. Telmatoscopus inusitatus ingår i släktet Telmatoscopus och familjen fjärilsmyggor.
Artens utbredningsområde är Fiji. Inga underarter finns listade i Catalogue of Life.